# Dolma

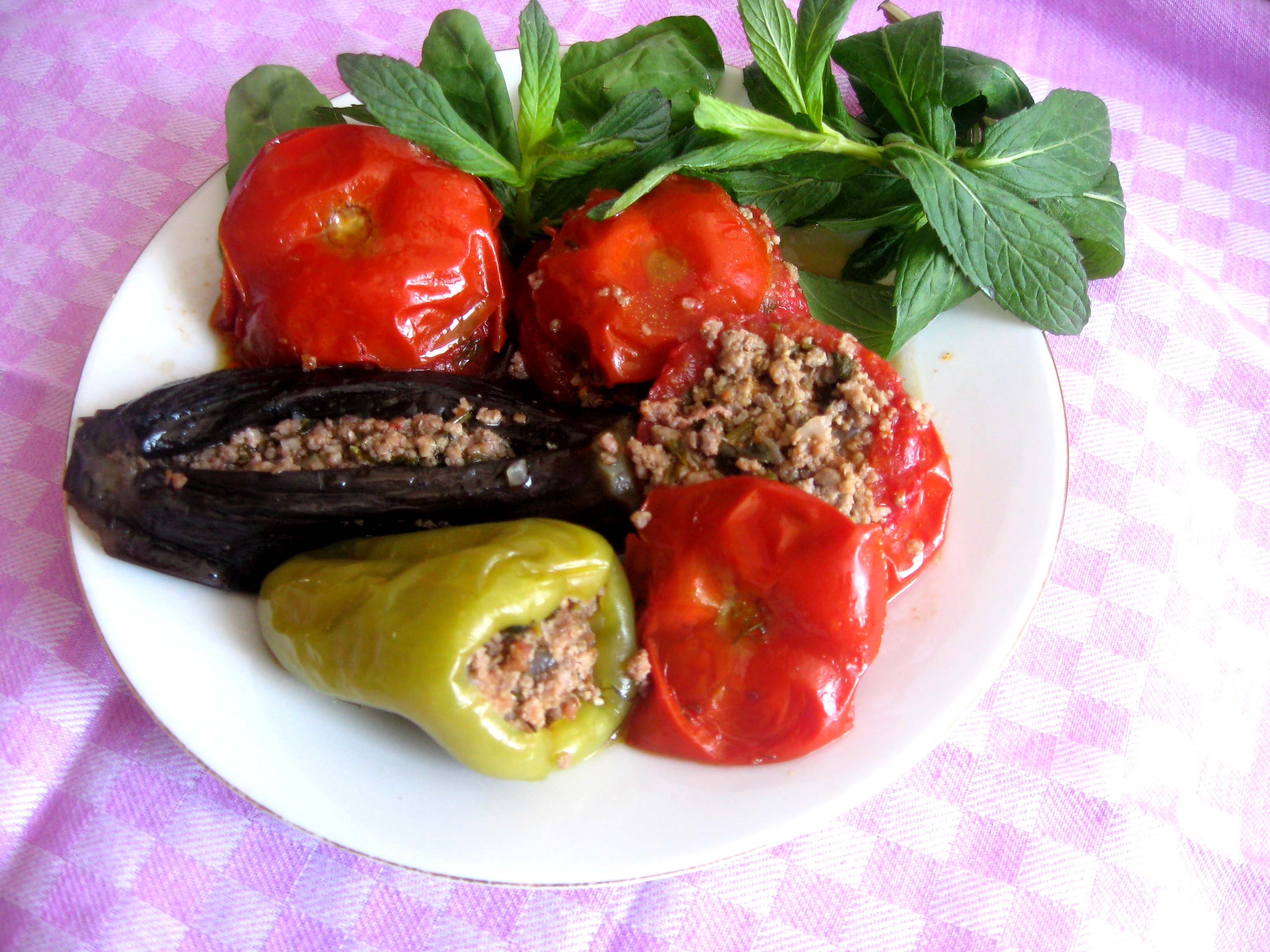
Aserbaidschanische Dolma-Paprika-Tomaten

Dolma (vermutlich übernommen aus osm.: دولمة dolma/türk.: dolma) ist eine Spezialität der orientalischen Küche und bezeichnet mit Reis oder gehacktem Fleisch gefülltes Gemüse.
Das türkische Adjektiv dolmalık wird nicht nur für das zu stopfende Gemüse verwendet, sondern auch für die Füllung, wie zum Beispiel die traditionelle Sommermischung aus Tomaten, Auberginen und Paprika, die entweder geschmort oder gekocht wird. Die andere Variante der orientalischen Küche sind die Sarmas – gefüllte Blätter. Mit Reis gefüllte Dolma werden traditionell kalt, mit Fleisch gefüllte warm gegessen.
Sarmas werden manchmal kategorienübergreifend als Dolmas bezeichnet und umgekehrt, obwohl sie das herstellungstechnisch nicht sind. Für das gefüllte Dolma gibt es ähnliche Techniken und Rituale wie für das in Blätter gerollte Sarma. Seine Popularität zeigt sich in einem irakischen Ausdruck aus dem Daday-Distrikt von Kastamonu: Wenn man die Fülligkeit einer Frau beschreibt (was dort sehr beliebt ist), sagt man Dolmagibi Kadın, das heißt „eine Frau wie ein Dolma“. Eine andere Wendung sagt Dolma Parmak, was wörtlich „Finger wie gestopftes Gemüse“ bedeutet, also dicke Finger.
2017 wurde die aserbaidschanische Herstellungs- und Teilen-Tradition von Dolma, gefüllten Weinblättern von der UNESCO in die Repräsentative Liste des immateriellen Kulturerbes der Menschheit aufgenommen.

## Varianten

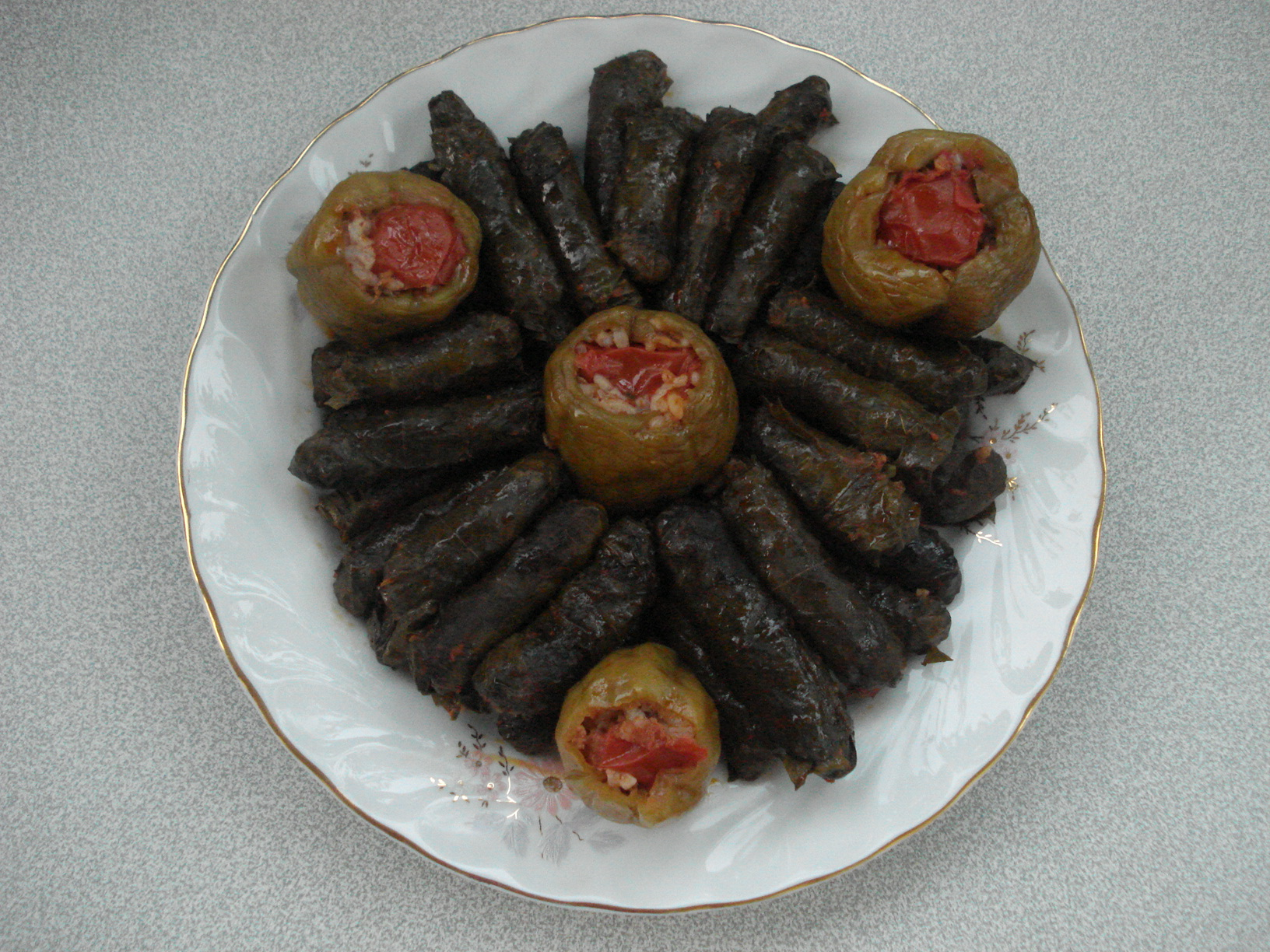
Türkische Dolma und Sarma

- Aramäisches/Assyrisches Dolma (aramäisch: Aprache) wird mit Reis, feinen Kalbfleischstücken und Gemüse gefüllt und überwiegend warm gegessen.
- Türkisches Dolma wird entweder mit Reis, Fleisch und Gemüse (z. B. Paprikaschoten und Tomaten, warm) oder nur mit Reis und Gemüse, Petersilie, Pinienkernen und Korinthen gefüllt (als Kaltgericht).
- Armenische Dolma werden mit Reis, Hackfleisch, viel Estragon und Koriander gefüllt und meistens mit Joghurt (und gehacktem Knoblauch) serviert. Auch gefüllte Auberginen, Tomaten, Paprika oder in Kohlblätter gewickeltes Hackfleisch mit Reis, Koriander, Petersilie und blauem Basilikum, gekocht in Tomatensauce mit Quitte.
- Albanische Sarma sind mit gebratenem Rindshackfleisch und Risottoreis gefüllte Weinblätter, die mit Brot und Tarator gegessen werden.
- Usbekische Dolma ist ein Warmgericht, wird traditionell mit Lammhack und Gewürzen gefüllt bzw. gewickelt.
- Griechische Dolmades enthalten kein Fleisch, sondern eine Reisfüllung, die mit vielen Kräutern (vor allem Dill) versehen ist.
- Georgische Dolma wird genau so wie das armenische Dolma gekocht und serviert.
- Tschetschenisches Dolma wird mit Reis, Fleisch, Gemüse und Kräutern gefüllt.
- In der bosnischen, kroatischen und serbischen Küche werden bei der Zubereitung von Sarma statt der Weinblätter meistens saure Weißkohlblätter zur Umhüllung verwendet. In Bosnien sind gefüllte Weinblätter ebenfalls recht weit verbreitet. Sie werden dann Japrak genannt. Gefüllt werden beide Varianten mit Hackfleisch (meist gemischt aus Schweine- und Rinderfleisch), Reis und Kräutern. Sarma wird in vielen Ländern Ex-Jugoslawiens an Feiertagen serviert (z. B. Weihnachten).
- Kurdische Dolma (kurdisch: yaprax) ist ein Warmgericht und wird traditionell mit Reis, Hackfleisch, Kräutern sowie Gewürzen gefüllt bzw. gewickelt.
- Die bulgarischen Sarma (bulg. сърма; gesprochen sɤr'mɐ) werden mit Rundkornreis, gemischtem Faschierten (Hackfleisch), Zwiebeln und Kräutern zubereitet und entweder mit Weinblättern oder mit Sauerkrautblättern umwickelt. Sie werden warm serviert (nicht kalt gegessen). Auch die alleinige Füllung mit Reis ist in Bulgarien nicht unüblich. Die Weinblätterrollen werden zusammen mit einem Löffel Joghurt serviert. Beide Sorten sind eine Hauptspeise.
- Die rumänischen Sarma in Weinblättern oder sauren Kohlblättern mit Reis, Hackfleisch, Zwiebeln und Kräutern sind ein traditionelles Gericht in Rumänien und werden meistens mit Mămăligă (Polenta) und Smântână (saure Sahne) serviert.